# Ictinogomphus pertinax
Ictinogomphus pertinax е вид водно конче от семейство Gomphidae. Видът не е застрашен от изчезване.

## Разпространение
Разпространен е във Виетнам, Индия (Аруначал Прадеш, Бихар и Западна Бенгалия), Китай (Гуандун, Гуанси, Джъдзян, Дзянси, Дзянсу, Съчуан, Фудзиен, Хайнан, Хубей, Хънан, Шънси и Юннан), Лаос, Мианмар, Провинции в КНР, Тайван, Хонконг и Япония.